# Courcelles-sur-Blaise
Courcelles-sur-Blaise é uma comuna francesa na região administrativa de Grande Leste, no departamento de Haute-Marne. Estende-se por uma área de 5,67 km². Em 2010 a comuna tinha 98 habitantes (densidade: 17,3 hab./km²).